# Драго Тршар
Драго Тршар (Планина код Ракека, 27. април 1927 — 10. април 2023) био је словеначки вајар.

## Биографија
Рођен је 27. априла 1927. године у Планини код Ракека. Студирао је и дипломирао на Академији ликовних уметности у Љубљани 1951. године код професора Бориса Калина и Петра Лободе. Од 1960. постао је асистент, а 1965. доцент, а од 1974. године професор на Академији.
Најпре је усвојио пуну пластику у простору, а од 1959. га заокупља проблем „скулптуре масе“. Година 1963. и 1964. радио је низ психолошки карактеризованих портрета, а затим се окренуо проблемима предочавања и обликовања „унутрашњости“, односно језгра скулптуре.
Педесетих и 1960-их учествовао је на свим значајнијим презентацијама словеначке и југословенске уметности код куће и у иностранству, те на важнијим међународним изложбама као што су Бијенале у Александрији 1955/'56, Бијенале у Венецији 1958, Бијенале у Сао Паулу 1960. и остало.
Излагао је у оквиру Југословенског павиљона на Светској изложби у Бриселу 1958. године.
Године 1967. освојио је Прешернову награду, а 1990. награду за животно дело. Члан је Словеначке академије наука и уметности. Живи у Љубљани. Његов брат Душан је такође вајар.
Нека од његових дела су:
- Еквилибристи, Тиволи (Љубљана) 1957.
- Споменик револуције, Љубљана 1975.
- Споменик „Едвард Кардељ“, Љубљана 1981.
- Споменик „Револуцији“, Вукосавци 1986.